# Liste des anciennes communes de la Sarthe
Cette page a pour objectif de retracer toutes les modifications communales dans le département de la Sarthe : les anciennes communes qui ont existé depuis la Révolution française, ainsi que les créations, les modifications officielles de nom, ainsi que les échanges de territoires entre communes.
En 1800, le territoire du département de la Sarthe comportait 413 communes. La loi Notre de 2010 aura eu plus de succès dans ce département, tandis qu'aucun regroupement communal n'a été constaté à la suite de la loi Marcellin de 1971. Aujourd'hui 352 communes forment son territoire (au 1er janvier 2025).
Depuis la période révolutionnaire, seules 3 communes auront été créées.

## Fusions
| Nom de la nouvelle commune | Communes réunies           | Régime                                                          | Date (et nature) de la décision                                        | Date d'effet                                                           |
| -------------------------- | -------------------------- | --------------------------------------------------------------- | ---------------------------------------------------------------------- | ---------------------------------------------------------------------- |
| Val-de-la-Hune             | Volnay                     | commune nouvelle (avec communes déléguées)                      | 19 septembre 2024 (Arrêté) 7 octobre 2024 (Arrêté)                     | 1er janvier 2025                                                       |
| Val-de-la-Hune             | Saint-Mars-de-Locquenay    | commune nouvelle (avec communes déléguées)                      | 19 septembre 2024 (Arrêté) 7 octobre 2024 (Arrêté)                     | 1er janvier 2025                                                       |
| Laigné-Saint-Gervais       | Laigné-en-Belin            | commune nouvelle (SANS communes déléguées)                      | 16 septembre 2024 (Arrêté)                                             | 1er janvier 2025                                                       |
| Laigné-Saint-Gervais       | Saint-Gervais-en-Belin     | commune nouvelle (SANS communes déléguées)                      | 16 septembre 2024 (Arrêté)                                             | 1er janvier 2025                                                       |
| Fresnay-sur-Sarthe         | Fresnay-sur-Sarthe         | commune nouvelle (avec communes déléguées)                      | 30 novembre 2018 (Arrêté)                                              | 1er janvier 2019                                                       |
| Fresnay-sur-Sarthe         | Coulombiers                | commune nouvelle (avec communes déléguées)                      | 30 novembre 2018 (Arrêté)                                              | 1er janvier 2019                                                       |
| Fresnay-sur-Sarthe         | Saint-Germain-sur-Sarthe   | commune nouvelle (avec communes déléguées)                      | 30 novembre 2018 (Arrêté)                                              | 1er janvier 2019                                                       |
| Bernay-Neuvy-en-Champagne  | Neuvy-en-Champagne         | commune nouvelle (SANS communes déléguées)                      | 26 septembre 2018 (Arrêté)                                             | 1er janvier 2019                                                       |
| Bernay-Neuvy-en-Champagne  | Bernay-en-Champagne        | commune nouvelle (SANS communes déléguées)                      | 26 septembre 2018 (Arrêté)                                             | 1er janvier 2019                                                       |
| Val-d'Étangson             | Évaillé                    | commune nouvelle (avec communes déléguées)                      | 13 septembre 2018 (Arrêté) 21 novembre 2018 (Arrêté)                   | 1er janvier 2019                                                       |
| Val-d'Étangson             | Sainte-Osmane              | commune nouvelle (avec communes déléguées)                      | 13 septembre 2018 (Arrêté) 21 novembre 2018 (Arrêté)                   | 1er janvier 2019                                                       |
| Marolles-les-Braults       | Marolles-les-Braults       | commune nouvelle (SANS communes déléguées depuis le 25-9-2020)  | 18 septembre 2018 (Arrêté)                                             | 1er janvier 2019                                                       |
| Marolles-les-Braults       | Dissé-sous-Ballon          | commune nouvelle (SANS communes déléguées depuis le 25-9-2020)  | 18 septembre 2018 (Arrêté)                                             | 1er janvier 2019                                                       |
| Cherré-Au                  | Cherré                     | commune nouvelle (avec communes déléguées)                      | 13 septembre 2018 (Arrêté)                                             | 1er janvier 2019                                                       |
| Cherré-Au                  | Cherreau                   | commune nouvelle (avec communes déléguées)                      | 13 septembre 2018 (Arrêté)                                             | 1er janvier 2019                                                       |
| Le Lude                    | Le Lude                    | commune nouvelle (avec communes déléguées)                      | 15 novembre 2017 (Arrêté)                                              | 1er janvier 2018                                                       |
| Le Lude                    | Dissé-sous-le-Lude         | commune nouvelle (avec communes déléguées)                      | 15 novembre 2017 (Arrêté)                                              | 1er janvier 2018                                                       |
| Bazouges Cré sur Loir      | Bazouges-sur-le-Loir       | commune nouvelle (avec communes déléguées)                      | 16 décembre 2016 (Arrêté)                                              | 1er janvier 2017                                                       |
| Bazouges Cré sur Loir      | Cré-sur-Loir               | commune nouvelle (avec communes déléguées)                      | 16 décembre 2016 (Arrêté)                                              | 1er janvier 2017                                                       |
| Loir en Vallée             | Ruillé-sur-Loir            | commune nouvelle (avec communes déléguées)                      | 16 décembre 2016 (Arrêté)                                              | 1er janvier 2017                                                       |
| Loir en Vallée             | La Chapelle-Gaugain        | commune nouvelle (avec communes déléguées)                      | 16 décembre 2016 (Arrêté)                                              | 1er janvier 2017                                                       |
| Loir en Vallée             | Lavenay                    | commune nouvelle (avec communes déléguées)                      | 16 décembre 2016 (Arrêté)                                              | 1er janvier 2017                                                       |
| Loir en Vallée             | Poncé-sur-le-Loir          | commune nouvelle (avec communes déléguées)                      | 16 décembre 2016 (Arrêté)                                              | 1er janvier 2017                                                       |
| Saint-Paterne - Le Chevain | Saint-Paterne              | commune nouvelle (avec communes déléguées)                      | 28 septembre 2016 (Arrêté)                                             | 1er janvier 2017                                                       |
| Saint-Paterne - Le Chevain | Le Chevain                 | commune nouvelle (avec communes déléguées)                      | 28 septembre 2016 (Arrêté)                                             | 1er janvier 2017                                                       |
| Montval-sur-Loir           | Château-du-Loir            | commune nouvelle (avec communes déléguées)                      | 28 juin 2016 (Arrêté)                                                  | 1er octobre 2016                                                       |
| Montval-sur-Loir           | Montabon                   | commune nouvelle (avec communes déléguées)                      | 28 juin 2016 (Arrêté)                                                  | 1er octobre 2016                                                       |
| Montval-sur-Loir           | Vouvray-sur-Loir           | commune nouvelle (avec communes déléguées)                      | 28 juin 2016 (Arrêté)                                                  | 1er octobre 2016                                                       |
| Tuffé Val de la Chéronne   | Tuffé                      | commune nouvelle (SANS communes déléguées depuis le 31-12-2021) | 29 septembre 2015 (Arrêté)                                             | 1er janvier 2016                                                       |
| Tuffé Val de la Chéronne   | Saint-Hilaire-le-Lierru    | commune nouvelle (SANS communes déléguées depuis le 31-12-2021) | 29 septembre 2015 (Arrêté)                                             | 1er janvier 2016                                                       |
| Ballon-Saint Mars          | Ballon                     | commune nouvelle (SANS communes déléguées depuis le 28-5-2020)  | 7 août 2015 (Arrêté)                                                   | 1er janvier 2016                                                       |
| Ballon-Saint Mars          | Saint-Mars-sous-Ballon     | commune nouvelle (SANS communes déléguées depuis le 28-5-2020)  | 7 août 2015 (Arrêté)                                                   | 1er janvier 2016                                                       |
| Villeneuve-en-Perseigne    | La Fresnaye-sur-Chédouet   | commune nouvelle (avec communes déléguées)                      | 22 septembre 2014 (Arrêté)                                             | 1er janvier 2015                                                       |
| Villeneuve-en-Perseigne    | Chassé                     | commune nouvelle (avec communes déléguées)                      | 22 septembre 2014 (Arrêté)                                             | 1er janvier 2015                                                       |
| Villeneuve-en-Perseigne    | Lignières-la-Carelle       | commune nouvelle (avec communes déléguées)                      | 22 septembre 2014 (Arrêté)                                             | 1er janvier 2015                                                       |
| Villeneuve-en-Perseigne    | Montigny                   | commune nouvelle (avec communes déléguées)                      | 22 septembre 2014 (Arrêté)                                             | 1er janvier 2015                                                       |
| Villeneuve-en-Perseigne    | Roullée                    | commune nouvelle (avec communes déléguées)                      | 22 septembre 2014 (Arrêté)                                             | 1er janvier 2015                                                       |
| Villeneuve-en-Perseigne    | Saint-Rigomer-des-Bois     | commune nouvelle (avec communes déléguées)                      | 22 septembre 2014 (Arrêté)                                             | 1er janvier 2015                                                       |
| Montfort-le-Gesnois        | Montfort-le-Rotrou         | fusion simple                                                   | 18 octobre 1985 (Arrêté)                                               | 1er novembre 1985                                                      |
| Montfort-le-Gesnois        | Pont-de-Gennes             | fusion simple                                                   | 18 octobre 1985 (Arrêté)                                               | 1er novembre 1985                                                      |
| Sablé-sur-Sarthe           | Sablé-sur-Sarthe           | fusion                                                          | 6 mai 1965 (Arrêté),                                                   | 1er juin 1965                                                          |
| Sablé-sur-Sarthe           | Gastines-sur-Erve          | fusion                                                          | 6 mai 1965 (Arrêté),                                                   | 1er juin 1965                                                          |
| Bonnétable                 | Bonnétable                 | fusion                                                          | 1er février 1965 (Arrêté)                                              | 13 février 1965                                                        |
| Bonnétable                 | Aulaines                   | fusion                                                          | 1er février 1965 (Arrêté)                                              | 13 février 1965                                                        |
| La Flèche                  | La Flèche                  | fusion                                                          | 24 décembre 1964 (Arrêté)                                              | 1er janvier 1965                                                       |
| La Flèche                  | Verron                     | fusion                                                          | 24 décembre 1964 (Arrêté)                                              | 1er janvier 1965                                                       |
| La Flèche                  | Saint-Germain-du-Val       | fusion                                                          | 19 novembre 1964 (Arrêté)                                              | 1er janvier 1965                                                       |
| Mézières-sur-Ponthouin     | Mézières-sous-Ballon       | fusion                                                          | 29 septembre 1964 (Arrêté)                                             | 1er février 1965                                                       |
| Mézières-sur-Ponthouin     | Ponthouin                  | fusion                                                          | 29 septembre 1964 (Arrêté)                                             | 1er février 1965                                                       |
| Saint-Cosme-en-Vairais     | Saint-Cosme-de-Vair        | fusion                                                          | 19 juin 1964 (Arrêté)                                                  | 1er janvier 1965                                                       |
| Saint-Cosme-en-Vairais     | Champaissant               | fusion                                                          | 19 juin 1964 (Arrêté)                                                  | 1er janvier 1965                                                       |
| Saint-Cosme-en-Vairais     | Contres-en-Vairais         | fusion                                                          | 19 juin 1964 (Arrêté)                                                  | 1er janvier 1965                                                       |
| Briosne-lès-Sables         | Briosne                    | fusion                                                          | 8 mai 1964 (Arrêté)                                                    | 1er janvier 1965                                                       |
| Briosne-lès-Sables         | Sables                     | fusion                                                          | 8 mai 1964 (Arrêté)                                                    | 1er janvier 1965                                                       |
| Aillières-Beauvoir         | Aillières                  | fusion                                                          | 2 avril 1964 (Arrêté) 30 décembre 1964 (Arrêté)                        | 1er janvier 1965                                                       |
| Aillières-Beauvoir         | Beauvoir                   | fusion                                                          | 2 avril 1964 (Arrêté) 30 décembre 1964 (Arrêté)                        | 1er janvier 1965                                                       |
| Saint-Rémy-du-Val          | Saint-Rémy-du-Plain        | fusion                                                          | 2 avril 1964 (Arrêté) 16 octobre 1964 (Arrêté)                         | 1er janvier 1965                                                       |
| Saint-Rémy-du-Val          | Le Val                     | fusion                                                          | 2 avril 1964 (Arrêté) 16 octobre 1964 (Arrêté)                         | 1er janvier 1965                                                       |
| La Ferté-Bernard           | La Ferté-Bernard           | fusion                                                          | 22 juillet 1889 (Décret)                                               | 22 juillet 1889 (Décret)                                               |
| La Ferté-Bernard           | Saint-Antoine-de-Rochefort | fusion                                                          | 22 juillet 1889 (Décret)                                               | 22 juillet 1889 (Décret)                                               |
| La Ferté-Bernard           | La Ferté-Bernard           | fusion                                                          | 23 juillet 1886 (Décret) (annulé par le Conseil d'État le 18 mai 1888) | 23 juillet 1886 (Décret) (annulé par le Conseil d'État le 18 mai 1888) |
| La Ferté-Bernard           | Saint-Antoine-de-Rochefort | fusion                                                          | 23 juillet 1886 (Décret) (annulé par le Conseil d'État le 18 mai 1888) | 23 juillet 1886 (Décret) (annulé par le Conseil d'État le 18 mai 1888) |
| La Ferté-Bernard           | Cherré                     | fusion                                                          | 23 juillet 1886 (Décret) (annulé par le Conseil d'État le 18 mai 1888) | 23 juillet 1886 (Décret) (annulé par le Conseil d'État le 18 mai 1888) |
| La Flèche                  | La Flèche                  | fusion                                                          | 9 mai 1866 (Loi)                                                       | 9 mai 1866 (Loi)                                                       |
| La Flèche                  | Sainte-Colombe             | fusion                                                          | 9 mai 1866 (Loi)                                                       | 9 mai 1866 (Loi)                                                       |
| Le Mans                    | Le Mans                    | fusion                                                          | juillet 1865 (Décret)                                                  | juillet 1865 (Décret)                                                  |
| Le Mans                    | Pontlieue                  | fusion                                                          | juillet 1865 (Décret)                                                  | juillet 1865 (Décret)                                                  |
| La Fresnaye                | La Fresnaye                | fusion                                                          | 30 novembre 1863 (Décret)                                              | 30 novembre 1863 (Décret)                                              |
| La Fresnaye                | Saint-Paul-sur-Sarthe      | fusion                                                          | 30 novembre 1863 (Décret)                                              | 30 novembre 1863 (Décret)                                              |
| Le Mans                    | Le Mans                    | fusion                                                          | 5 mai 1855 (Loi)                                                       | 5 mai 1855 (Loi)                                                       |
| Le Mans                    | Sainte-Croix               | fusion                                                          | 5 mai 1855 (Loi)                                                       | 5 mai 1855 (Loi)                                                       |
| Le Mans                    | Saint-Georges-du-Plain     | fusion                                                          | 5 mai 1855 (Loi)                                                       | 5 mai 1855 (Loi)                                                       |
| Le Mans                    | Saint-Pavin-des-Champs     | fusion                                                          | 5 mai 1855 (Loi)                                                       | 5 mai 1855 (Loi)                                                       |
| Clermont                   | Clermont                   | fusion                                                          | 22 mars 1842 (Ordonnance)                                              | 22 mars 1842 (Ordonnance)                                              |
| Clermont                   | Créans                     | fusion                                                          | 22 mars 1842 (Ordonnance)                                              | 22 mars 1842 (Ordonnance)                                              |
| Saint-Maixent              | Saint-Maixent              | fusion                                                          | 21 février 1841 (Ordonnance)                                           | 21 février 1841 (Ordonnance)                                           |
| Saint-Maixent              | Saint-Quentin              | fusion                                                          | 21 février 1841 (Ordonnance)                                           | 21 février 1841 (Ordonnance)                                           |
| Chantenay                  | Chantenay                  | fusion                                                          | 3 janvier 1839 (Décret)                                                | 3 janvier 1839 (Décret)                                                |
| Chantenay                  | Villedieu                  | fusion                                                          | 3 janvier 1839 (Décret)                                                | 3 janvier 1839 (Décret)                                                |
| Souligné-sous-Vallon       | Souligné-sous-Vallon       | fusion                                                          | 8 novembre 1810 (Décret)                                               | 8 novembre 1810 (Décret)                                               |
| Souligné-sous-Vallon       | Flacé                      | fusion                                                          | 8 novembre 1810 (Décret)                                               | 8 novembre 1810 (Décret)                                               |
| Luché-Pringé               | Luché                      | fusion                                                          | 13 août 1810 (Décret)                                                  | 13 août 1810 (Décret)                                                  |
| Luché-Pringé               | Pringé                     | fusion                                                          | 13 août 1810 (Décret)                                                  | 13 août 1810 (Décret)                                                  |
| Le Lude                    | Le Lude                    | fusion                                                          | 13 août 1810 (Décret)                                                  | 13 août 1810 (Décret)                                                  |
| Le Lude                    | Saint-Mars-de-Cré          | fusion                                                          | 13 août 1810 (Décret)                                                  | 13 août 1810 (Décret)                                                  |
| Neuvy-en-Champagne         | Neuvy-en-Champagne         | fusion                                                          | 13 août 1810 (Décret)                                                  | 13 août 1810 (Décret)                                                  |
| Neuvy-en-Champagne         | Saint-Julien-en-Champagne  | fusion                                                          | 13 août 1810 (Décret)                                                  | 13 août 1810 (Décret)                                                  |
| Saosnes                    | Saosnes                    | fusion                                                          | 9 février 1810 (Décret)                                                | 9 février 1810 (Décret)                                                |
| Saosnes                    | Mont-Renault               | fusion                                                          | 9 février 1810 (Décret)                                                | 9 février 1810 (Décret)                                                |
| Joué-en-Charnie            | Joué-en-Charnie            | fusion                                                          | 22 décembre 1809 (Décret)                                              | 22 décembre 1809 (Décret)                                              |
| Joué-en-Charnie            | Montreuil-en-Champagne     | fusion                                                          | 22 décembre 1809 (Décret)                                              | 22 décembre 1809 (Décret)                                              |
| Chemiré-le-Gaudin          | Chemiré-le-Gaudin          | fusion                                                          | 14 décembre 1809 (Décret)                                              | 14 décembre 1809 (Décret)                                              |
| Chemiré-le-Gaudin          | Athenay                    | fusion                                                          | 14 décembre 1809 (Décret)                                              | 14 décembre 1809 (Décret)                                              |
| Chemiré-le-Gaudin          | Saint-Benoît-sur-Sarthe    | fusion                                                          | 14 décembre 1809 (Décret)                                              | 14 décembre 1809 (Décret)                                              |
| Saint-Jean-d'Assé          | Saint-Jean-d'Assé          | fusion                                                          | 14 décembre 1809 (Décret)                                              | 14 décembre 1809 (Décret)                                              |
| Saint-Jean-d'Assé          | Chevaigné-en-Beaumont      | fusion                                                          | 14 décembre 1809 (Décret)                                              | 14 décembre 1809 (Décret)                                              |
| Saint-Jean-d'Assé          | Notre-Dame-des-Champs      | fusion                                                          | 14 décembre 1809 (Décret)                                              | 14 décembre 1809 (Décret)                                              |
| Chemiré-en-Charnie         | Chemiré-en-Charnie         | fusion                                                          | 4 décembre 1809 (Décret)                                               | 4 décembre 1809 (Décret)                                               |
| Chemiré-en-Charnie         | Étival-en-Charnie          | fusion                                                          | 4 décembre 1809 (Décret)                                               | 4 décembre 1809 (Décret)                                               |
| Saint-Mars-la-Brière       | Saint-Mars-la-Brière       | fusion                                                          | 13 octobre 1809 (Décret)                                               | 13 octobre 1809 (Décret)                                               |
| Saint-Mars-la-Brière       | Saint-Denis-du-Tertre      | fusion                                                          | 13 octobre 1809 (Décret)                                               | 13 octobre 1809 (Décret)                                               |
| Ballon                     | Ballon                     | fusion                                                          | 10 août 1809 (Décret)                                                  | 10 août 1809 (Décret)                                                  |
| Ballon                     | Saint-Ouen-sous-Ballon     | fusion                                                          | 10 août 1809 (Décret)                                                  | 10 août 1809 (Décret)                                                  |
| Neuville-sur-Sarthe        | Neuville-sur-Sarthe        | fusion                                                          | 18 juin 1809 (Décret)                                                  | 18 juin 1809 (Décret)                                                  |
| Neuville-sur-Sarthe        | Montreuil-sur-Sarthe       | fusion                                                          | 18 juin 1809 (Décret)                                                  | 18 juin 1809 (Décret)                                                  |
| Coudrecieux                | Coudrecieux                | fusion                                                          | 11 janvier 1808 (Décret)                                               | 11 janvier 1808 (Décret)                                               |
| Coudrecieux                | Les Loges                  | fusion                                                          | 11 janvier 1808 (Décret)                                               | 11 janvier 1808 (Décret)                                               |
| Dissay-sous-Courcillon     | Dissay-sous-Courcillon     | fusion                                                          | 18 août 1807 (Décret)                                                  | 18 août 1807 (Décret)                                                  |
| Dissay-sous-Courcillon     | Bannes                     | fusion                                                          | 18 août 1807 (Décret)                                                  | 18 août 1807 (Décret)                                                  |
| Flée                       | Flée                       | fusion                                                          | 1er septembre 1807 (Décret)                                            | 1er septembre 1807 (Décret)                                            |
| Flée                       | Quincampoix                | fusion                                                          | 1er septembre 1807 (Décret)                                            | 1er septembre 1807 (Décret)                                            |
| Flée                       | Sainte-Cécile              | fusion                                                          | 16 mars 1807 (Décret)                                                  | 16 mars 1807 (Décret)                                                  |
| Montfort                   | Montfort                   | fusion                                                          | 4 août 1806 (Décret)                                                   | 4 août 1806 (Décret)                                                   |
| Montfort                   | Saussay                    | fusion                                                          | 4 août 1806 (Décret)                                                   | 4 août 1806 (Décret)                                                   |
| Souligné-sous-Ballon       | Souligné-sous-Ballon       | fusion                                                          | 18 février 1806 (Décret)                                               | 18 février 1806 (Décret)                                               |
| Souligné-sous-Ballon       | Saint-Remy-les-Eaux        | fusion                                                          | 18 février 1806 (Décret)                                               | 18 février 1806 (Décret)                                               |
| Conlie                     | Conlie                     | fusion                                                          | 1795-1800                                                              | 1795-1800                                                              |
| Conlie                     | Verniette                  | fusion                                                          | 1795-1800                                                              | 1795-1800                                                              |
| Marollette                 | Marollette                 | fusion                                                          | 1790-1794                                                              | 1790-1794                                                              |
| Marollette                 | Saint-Aubin                | fusion                                                          | 1790-1794                                                              | 1790-1794                                                              |
| Mézières-sous-Lavardin     | Mézières-sous-Lavardin     | fusion                                                          | 1790-1794                                                              | 1790-1794                                                              |
| Mézières-sous-Lavardin     | Saint-Chéron               | fusion                                                          | 1790-1794                                                              | 1790-1794                                                              |
| Saint-Denis-d'Orques       | Saint-Denis-d'Orques       | fusion                                                          | 1790-1794                                                              | 1790-1794                                                              |
| Saint-Denis-d'Orques       | Le Creux                   | fusion                                                          | 1790-1794                                                              | 1790-1794                                                              |
| Sainte-Sabine              | Sainte-Sabine              | fusion                                                          | 1790-1794                                                              | 1790-1794                                                              |
| Sainte-Sabine              | Poché                      | fusion                                                          | 1790-1794                                                              | 1790-1794                                                              |

## Créations et rétablissements
| Nom de la commune créée | Commune affectée                    | Mode de création            | Date (et nature) de la décision |
| ----------------------- | ----------------------------------- | --------------------------- | ------------------------------- |
| Fillé                   | Fillé-Guécélard (commune démembrée) | Démembrement et suppression | 30 juillet 1880 (Loi)           |
| Guécélard               | Fillé-Guécélard (commune démembrée) | Démembrement et suppression | 30 juillet 1880 (Loi)           |
| Arnage                  | Moncé-en-Belin                      | Démembrement                | 1er juin 1853 (Loi)             |
| Arnage                  | Pontlieue                           | Démembrement                | 1er juin 1853 (Loi)             |
| Arnage                  | Spay                                | Démembrement                | 1er juin 1853 (Loi)             |
| Saint-Mars-sous-Ballon  | Ballon                              | Démembrement                | 26 avril 1835 (Ordonnance)      |

## Modifications de nom officiel
| Ancien nom                 | Nouveau nom               | Date (et nature) de la décision |
| -------------------------- | ------------------------- | ------------------------------- |
| Roézé-sur-Sarthe           | Roëzé-sur-Sarthe          | 30 décembre 2021 (Décret)       |
| Cré                        | Cré-sur-Loir              | 3 décembre 2014 (Décret)        |
| Bernay                     | Bernay-en-Champagne       | 10 août 2007 (Décret)           |
| Domfront                   | Domfront-en-Champagne     | 2 mars 1962 (Décret)            |
| Noyen                      | Noyen-sur-Sarthe          | 2 mars 1962 (Décret)            |
| Viré                       | Viré-en-Champagne         | 2 mars 1962 (Décret)            |
| Le Petit-Oisseau           | Oisseau-le-Petit          | 21 décembre 1961 (Décret)       |
| Beaumont-la-Chartre        | Beaumont-sur-Dême         | 16 août 1955 (Décret)           |
| Saint-Germain-de-la-Coudre | Saint-Germain-sur-Sarthe  | 18 octobre 1952 (Décret)        |
| Chantenay                  | Chantenay-Villedieu       | 3 novembre 1938 (Décret)        |
| Roézé                      | Roézé-sur-Sarthe          | 9 juin 1937 (Décret)            |
| Asnières                   | Asnières-sur-Vègre        | 13 décembre 1936 (Décret)       |
| Avesnes                    | Avesnes-en-Saosnois       | 13 décembre 1936 (Décret)       |
| Contres                    | Contres-en-Vairais        | 13 décembre 1936 (Décret)       |
| Livet                      | Livet-en-Saosnois         | 13 décembre 1936 (Décret)       |
| Thorée                     | Thorée-les-Pins           | 13 décembre 1936 (Décret)       |
| Souligné-sous-Vallon       | Souligné-Flacé            | 1er octobre 1935 (Décret)       |
| Aubigné                    | Aubigné-Racan             | 5 juin 1934 (Décret)            |
| Ardenay                    | Ardenay-sur-Mérize        | 2 avril 1933 (Décret)           |
| Brette                     | Brette-les-Pins           | 2 avril 1933 (Décret)           |
| La Bruère                  | La Bruère-sur-Loir        | 2 avril 1933 (Décret)           |
| Conflans                   | Conflans-sur-Anille       | 2 avril 1933 (Décret)           |
| Coulans                    | Coulans-sur-Gée           | 2 avril 1933 (Décret)           |
| Courcelles                 | Courcelles-la-Forêt       | 2 avril 1933 (Décret)           |
| Fercé                      | Fercé-sur-Sarthe          | 2 avril 1933 (Décret)           |
| Fontenay                   | Fontenay-sur-Vègre        | 2 avril 1933 (Décret)           |
| Gastines                   | Gastines-sur-Erve         | 2 avril 1933 (Décret)           |
| Malicorne                  | Malicorne-sur-Sarthe      | 2 avril 1933 (Décret)           |
| Marigné                    | Marigné-Laillé            | 2 avril 1933 (Décret)           |
| Moitron                    | Moitron-sur-Sarthe        | 2 avril 1933 (Décret)           |
| Parcé                      | Parcé-sur-Sarthe          | 2 avril 1933 (Décret)           |
| Poillé                     | Poillé-sur-Vègre          | 2 avril 1933 (Décret)           |
| Poncé                      | Poncé-sur-le-Loir         | 2 avril 1933 (Décret)           |
| Sainte-Sabine              | Sainte-Sabine-sur-Longève | 2 avril 1933 (Décret)           |
| Sargé                      | Sargé-lès-le-Mans         | 2 avril 1933 (Décret)           |
| Thorigné                   | Thorigné-sur-Dué          | 2 avril 1933 (Décret)           |
| Voivres                    | Voivres-lès-le-Mans       | 2 avril 1933 (Décret)           |
| L'Homme                    | Lhomme                    | 9 mars 1933 (Décret)            |
| Chaufour                   | Chaufour-Notre-Dame       | 4 décembre 1919 (Décret)        |
| Brains                     | Brains-sur-Gée            | 24 octobre 1919 (Décret)        |
| Neuvillette                | Neuvillette-en-Charnie    | 24 octobre 1919 (Décret)        |
| Semur                      | Semur-en-Vallon           | 24 octobre 1919 (Décret)        |
| Torcé                      | Torcé-en-Vallée           | 24 octobre 1919 (Décret)        |
| Clermont                   | Clermont-Créans           | 8 août 1901 (Décret)            |
| Rouperroux                 | Rouperroux-le-Coquet      | 22 octobre 1894 (Décret)        |
| Bazouges                   | Bazouges-sur-le-Loir      | 24 avril 1894 (Décret)          |
| Le Breil                   | Le Breil-sur-Mérize       | 24 avril 1894 (Décret)          |
| La Fresnaye                | La Fresnaye-sur-Chédouet  | 24 avril 1894 (Décret)          |
| Marolles                   | Marolles-lès-Saint-Calais | 24 avril 1894 (Décret)          |
| Neufchâtel                 | Neufchâtel-en-Saosnois    | 24 avril 1894 (Décret)          |
| Sablé                      | Sablé-sur-Sarthe          | 24 avril 1894 (Décret)          |
| Sceaux                     | Sceaux-sur-Huisne         | 24 avril 1894 (Décret)          |
| La Suze                    | La Suze-sur-Sarthe        | 24 avril 1894 (Décret)          |
| Vallon                     | Vallon-sur-Gée            | 24 avril 1894 (Décret)          |
| Bessé                      | Bessé-sur-Braye           | 30 décembre 1891 (Décret),      |
| La Chartre                 | La Chartre-sur-le-Loir    | 30 décembre 1891 (Décret),      |
| Montfort                   | Montfort-le-Rotrou        | 8 septembre 1891 (Décret)       |
| Fresnay                    | Fresnay-sur-Sarthe        | 7 septembre 1891 (Décret)       |

## Modifications des limites communales
Le plus souvent, les modifications des limites communales décidées par arrêtés préfectoraux ne sont pas répertoriées dans le Journal officiel ni dans le Bulletin officiel.
| La commune de ...                                           | ... cède du territoire à la commune de ...                  | Précisions                                                       | Date (et nature) de la décision                |
| ----------------------------------------------------------- | ----------------------------------------------------------- | ---------------------------------------------------------------- | ---------------------------------------------- |
| Le Mans                                                     | Allonnes                                                    | Superficie de 7 a 81 ca                                          | 19 février 2019 (Décret)                       |
| Durtal (département de Maine-et-Loire) La Chapelle-d'Aligné | La Chapelle-d'Aligné Durtal (département de Maine-et-Loire) |                                                                  | 23 octobre 1974 (Décret)                       |
| Solesmes                                                    | Sablé-sur-Sarthe                                            | 3 habitants                                                      | 14 avril 1969 (Arrêté)                         |
| Bonneveau (département de Loir-et-Cher) Bessé-sur-Braye     | Bessé-sur-Braye Bonneveau (département de Loir-et-Cher)     |                                                                  | 18 octobre 1967 (Décret)                       |
| Solesmes                                                    | Sablé-sur-Sarthe                                            | 2 habitants                                                      | 12 février 1964 (Arrêté) 15 mai 1964 (Arrêté)  |
| Le Grez                                                     | Sillé-le-Guillaume                                          | 3 habitants                                                      | 30 avril 1963 (Arrêté)                         |
| Solesmes                                                    | Sablé-sur-Sarthe                                            | 18 habitants                                                     | 27 août 1962 (Arrêté)                          |
| Montaillé                                                   | Écorpain                                                    | 26 habitants                                                     | 9 septembre 1961 (Décret)                      |
| Vion                                                        | Courtillers                                                 | 3 habitants                                                      | 17 juillet 1961 (Arrêté)                       |
| Rouillon                                                    | Le Mans                                                     | Lieux-dits du Clopin et du Colombier                             | 31 décembre 1958 (Arrêté)                      |
| Marçon                                                      | La Chartre-sur-le-Loir                                      |                                                                  | 25 novembre 1908 (Décret)                      |
| Parcé                                                       | Malicorne                                                   |                                                                  | 3 mars 1899 (Loi)                              |
| Cherré Cherreau                                             | La Ferté-Bernard                                            |                                                                  | 22 juillet 1889 (Décret)                       |
| Luceau                                                      | Château-du-Loir                                             | Hameaux de Pont-Niveaux, Portavaux et les Rochettes              | 10 décembre 1883 (Décret)                      |
| Gesvres (département de la Mayenne)                         | Saint-Léonard-des-Bois                                      | Limite fixée par l'ancien cours naturel du ruisseau de Ronde-Noé | 19 juillet 1872 (Décret)                       |
| Le Mans                                                     | Trangé                                                      |                                                                  | 22 avril 1865 (Loi)                            |
| Vouvray-sur-Loir                                            | Château-du-Loir                                             | Hameau du Goulard                                                | 8 août 1851 (Loi)                              |
| Sargé                                                       | Coulaines                                                   | Section de Saint-Ouen                                            | 19 juillet 1845 (Loi)                          |
| Saint-Denis-d'Anjou (département de la Mayenne)             | Pincé                                                       | Limite fixée par le cours de la Sarthe                           | 13 avril 1844 (Loi)                            |
| Chemiré                                                     | Viviers (département de la Mayenne)                         | Enclave de la ferme de Saint-Nicolas                             | 4 juin 1842 (Loi)                              |
| Montabon                                                    | Nogent-sur-Loir                                             | Hameau de la Recarlière                                          | 29 avril 1841 (Loi)                            |
| Bannes (département de la Mayenne)                          | Saint-Denis-d'Orques                                        | Enclave du Moulin de Montsimer                                   | 9 juillet 1836 (Loi)                           |
| Volnay                                                      | Surfond                                                     |                                                                  | 11 mai 1836 (Loi)                              |
| Contres-en-Verrais                                          | Pouvray (département de l'Orne)                             |                                                                  | 28 mars 1832 (Loi)                             |
| Couture (département de Loir-et-Cher)                       | Poncé                                                       | Les moulins sur la rivière Loir                                  | 6 octobre 1803 (Arrêté) (13 vendémiaire an 12) |